# Prusianismo y socialismo
«Prusianismo y socialismo» o «Preußentum und Sozialismus» (literalmente «Prusianidad y socialismo») es un libro de Oswald Spengler publicado en 1919 que trataba sobre la conexión entre el carácter prusiano y el socialismo.
Spengler afirmaba que el surgimiento del socialismo en Alemania no había comenzado con las rebeliones marxistas de 1918-1919, sino en 1914 cuando Alemania se preparaba para la guerra, uniendo a la nación alemana en una lucha nacional que según él estaba basada en características socialistas prusianas, incluyendo creatividad, disciplina, preocupación por el bien común, productividad y autosacrificio. Spengler afirmaba que estas cualidades socialistas prusianas estaban presentes a lo largo de toda Alemania, y que estaría en el interés de ésta unir el nacionalismo alemán con esta forma de socialismo al tiempo que resistía y negaba al marxismo y al socialismo internacionalista.
El “socialismo prusiano” de Spengler era popular entre la derecha política alemana, especialmente la derecha revolucionaria que se había distanciado del conservadurismo tradicional. Sus nociones de socialismo prusiano influenciaron al nazismo y el movimiento revolucionario conservador. Aun así en su libro Los años decisivos, aparecido en Alemania el 18 de agosto de 1933, Spengler toma distancia con el canciller del Reich y el nazismo debido a sus elementos  racialistas excesivos y elogia al fascismo a la manera de Benito Mussolini.

## Conceptos
Spengler utilizó las ideas anti-inglesas de Johann Plenge y Werner Sombart durante la Primera Guerra Mundial que condenaban el liberalismo inglés y el parlamentarismo, y abogaba por un socialismo nacional que, libre de marxismo, conectaría al individuo con el Estado a través del corporativismo.

## Carácter prusiano y socialismo
Spengler describía al socialismo fuera de una perspectiva de lucha de clases y decía que “El significado del socialismo es que la vida es controlada no por la oposición entre ricos y pobres, sino por el rango que el logro y el talento otorgan. Esta es nuestra libertad, libertad del despotismo económico del individuo”. Spengler destacó la necesidad de que los alemanes aceptaran el socialismo prusiano para liberarse de formas foráneas de gobierno:

El prusianismo y el socialismo se erigen “juntos contra la Inglaterra interior”, contra la cosmovisión que infunde toda nuestra vida como pueblo, invalidándolo y robándole su alma… La clase trabajadora debe liberarse de las ilusiones del marxismo. Marx está muerto. Como forma de existencia, el socialismo está apenas comenzando, pero el socialismo del proletariado alemán llegó a su fin. “Para el trabajador sólo hay socialismo prusiano o nada”… Para los conservadores, existen sólo el socialismo consciente o la destrucción. Pero necesitamos liberarnos de las formas de la democracia anglofrancesa. Nosotros tenemos la nuestra.

Spengler fue aún más lejos para demostrar la diferencia entre la naturaleza capitalista de Inglaterra y el socialismo prusiano, diciendo:

La sociedad inglesa se funda sobre la distinción entre ricos y pobres, la sociedad prusiana sobre la distinción entre mando y obediencia... La democracia en Inglaterra significa la posibilidad de que cualquiera se vuelva rico, en Prusia, la posibilidad de llegar a todos los rangos existentes.

Spengler sostenía que Federico Guillermo I de Prusia era “el primer socialista consciente” por haber fundado la tradición prusiana de disciplina militar y burocrática Afirmaba también que Otto von Bismarck realizó una política de socialismo prusiano a través de su implementación de la política social que complementaba sus políticas conservadoras más que contradecirlas.

## Crítica al marxismo y definición del “verdadero socialismo”
Spengler denunciaba el marxismo por haber desarrollado su socialismo desde una perspectiva inglesa, sin entender la naturaleza socialista de los alemanes. Acusaba al marxismo de seguir la tradición británica de que los pobres envidien a los ricos. Spengler afirmaba que el marxismo buscaba entrenar al proletariado para “expropiar al expropiador”, el capitalista, y luego dejarles vivir una vida de licencia sobre la base de esta expropiación. En resumen, Spengler concluía que “el marxismo es el capitalismo de la clase trabajadora” y no un verdadero socialismo.
En contraste con el marxismo, Spengler afirmaba que “el verdadero socialismo” en su forma alemana “no significa nacionalización a través de expropiación o robo”. Spengler justificaba esta afirmación diciendo:

En general, no es una cuestión de posesión nominal sino de técnica de administración.  Por proponer un lema, comprar empresas inmoderadamente y sin propósito y entregarlas a la administración pública en lugar de la iniciativa y responsabilidad de sus dueños, quienes deben eventualmente perder todo poder de supervisión, eso significa la destrucción del socialismo. La vieja idea prusiana era poner bajo control legislativo la estructura formal de toda la fuerza productiva nacional, al tiempo que se preservaban cuidadosamente los derechos de propiedad y de herencia, y dejando lugar para el tipo de empresa personal, talento, energía e intelecto demostrados por un jugador de ajedrez experimentado, jugando según las reglas del juego y disfrutando esa clase de libertad que el propio imperio de la regla consigue… Socialización significa la lenta transformación, tomando siglos para completarse, del trabajador en un funcionario económico, y del empleador en un responsable funcionario supervisor.